# Violante Beatrice Siries
Violante Beatrice Siries (Florença, 1709 - 1783) foi uma pintora italiana, nascida em Florença. Tendo estudado em Paris, retornou à cidade natal, onde trabalhou durante a vida.

## Biografia
Violante nasceu em 1709, filha do ourives e gravador de gemas francês Louis Siries, que também foi diretor do Opificio delle pietre dure, que significa literalmente Oficina de pedras semipreciosas, um instituto público do Ministério Italiano do Patrimônio Cultural baseado em Florença.
Em Florença, foi aluna da pintora Giovanna Fratellini até 1726, ano em que se mudou para Paris, onde seu pai fora nomeado joalheiro oficial da corte francesa. Em Paris, estudou com vários mestres, entre eles os pintores Hyacinthe Rigaud e François Boucher. A família retornou a Florença em 1732, onde Violante foi aceita na Academia de Belas Artes, onde se tornou retratista oficial da corte da Casa dos Médici, com a morte de Giovanna Fratellini (1731).
Para poder cumprir os prazos das encomendas dos Médici, ela foi para Roma em 1734 e no ano seguinte para Viena. No mesmo período, ela se casou com Giuseppe Cerroti, filho de um escultor famoso em Florença. Violante era talentosa e ficou conhecida por seus retratos, sendo uma das mais famosas retratistas de seu período. Era também uma professora atenciosa e dedicada. Algumas de suas alunas foram Anna Piattoli Bacherini e a italiana-inglesa Maria Hadfield Cosway.

## Obras
Um de seus mais ambiciosos trabalhos foi o retrato da família de Carlos VI, com 14 membros e o retrato do pai de Maria Teresa da Áustria. Três de seus auto-retratos estão hoje preservados na Galleria degli Uffizi.

## Morte
Violante morreu em 1783, aos 74 anos.